# Pseudovermis
Pseudovermis är ett släkte av snäckor. Pseudovermis ingår i familjen Pseudovermidae.
Pseudovermis är enda släktet i familjen Pseudovermidae.
Kladogram enligt Catalogue of Life:
| Pseudovermis | \| \| Pseudovermis boadeni \| \| \| \| \| \| Pseudovermis papillifera \| \| \| \| |
|              | \| \| Pseudovermis boadeni \| \| \| \| \| \| Pseudovermis papillifera \| \| \| \| |
|              | Pseudovermis boadeni                                                              |
|              |                                                                                   |
|              | Pseudovermis papillifera                                                          |
|              |                                                                                   |